# Nicolas Gabion
Nicolas Gabion est un comédien français, né le 1er juin 1972 à Saint-Étienne, en France.

## Biographie
Après beaucoup de rôles au théâtre, dans les répertoires classiques (Molière, Shakespeare, Tchekhov, Sophocle) et contemporains, sa carrière s'oriente vers la télévision et le cinéma.
Il est principalement connu du grand public pour avoir interprété le rôle du seigneur Bohort, personnage de fiction dans la série Kaamelott d'Alexandre Astier.
Il a également un diplôme d'ingénieur en génie électrique de l'Institut national des sciences appliquées de Lyon en 1995.
Depuis la rentrée 2011, il est enseignant à Bellecour École d'Arts à Lyon où il aide les élèves à l'élaboration de scénarios dans la section Mastère Réalisateur 3D et le Bachelor 3D art animation, ainsi que des cours d'acting auprès des filières Animation 2D et 3D.
Il est également directeur et responsable pédagogique des escales buissonnières à Lyon.

## Filmographie

### Télévision
- 2005-2009 : Kaamelott : Bohort, chevalier de Gaunes
- 2005 : L'Affaire Sacha Guitry
- 2007 : Adriana et moi : Gilbert
- 2009 : Diane, femme flic : Humbert
- 2012 : Injustice
- 2012 : Je retourne chez ma mère de Williams Crépin
- 2015 : Disparue : un agent de sécurité
- 2016 : Accusé
- 2017 : Cassandre

### Cinéma
- 2003 : Hippolyte et le secret du professeur Grobus
- 2003 : Dies iræ : Bohort, chevalier de Gaunes
- 2008 : Skate or Die
- 2016 : Amis publics de Édouard Pluvieux
- 2021 : Kaamelott : Premier Volet : Bohort de Gaunes
- 2025 : Kaamelott : Deuxième volet partie 1 : Bohort de Gaunes

## Théâtre
- 1997 : Et une nuit de Sarkis Tcheumlekdjian
- 1997 : Caraïbe : Théâtre Marron. Mise en scène : Sylvie Mongin Algan
- 1997 : Portrait de groupe avec Molière d'après Molière. Mise en scène : Bernard Rozet
- 1997 : Horace de Pierre Corneille. Mise en scène : Sylvie Mongin Algan
- 1998 : Le Révizor de Nicolas Gogol. Mise en scène : Dominique Lardenois
- 1999 : Les Chimères amères d'Emmanuel Meirieu
- 1999-2001 : Les Liaisons dangereuses de Pierre Choderlos de Laclos. Mise en scène : Philippe Faure
- 2000 : Antigone de Bertolt Brecht. Mise en scène : Gilles Chavassieux
- 2000 : A Gun for Electre d'après Sophocle. Mise en scène : Emmanuel Meirieu
- 2001 : La ronde d'Arthur Schnitzler. Mise en scène : Bernard Rozet
- 2001 : Timon d'Athènes de William Shakespeare. Mise en scène : Jean-Christophe Hembert
- 2001 : Médée Dead or Alive d'après Sénèque. Mise en scène : Emmanuel Meirieu
- 2002 : Le Songe d'une nuit d'été de William Shakespeare. Mise en scène : Claudia Stavisky
- 2002 : Les Trois Sœurs d'Anton Tchekhov. Mise en scène : Sarkis Tcheumlekdjian
- 2003 : Ressusciter les morts d'après Joe Connelly. Mise en scène : Emmanuel Meirieu
- 2004-2007 : Mojo de Jezz Butterworth. Mise en scène : Emmanuel Meirieu
- 2006 : The Night Heron de Jezz Butterworth. Mise en scène : Emmanuel Meirieu
- 2008 : Piège mortel d'Ira Levin. Mise en scène : Bernard Rozet
- 2010 : À tombeau ouvert Joe Connelly. Mise en scène : Emmanuel Meirieu
- 2011-2014 : Un petit coup de blues ? de Jacques Chambon
- 2016 : Andorra d'après Max Frisch. Mise en scène : Sarkis Tcheumlekdjian

## Voxographie

### Websérie
- 2020 : Fairy Christmas : Narrateur (épisode L'alarme de Noël)[3]